# Episodi di Vite in fuga
La prima stagione della serie televisiva Vite in fuga, composta da 12 episodi, è stata trasmessa in prima visione e in prima serata su Rai 1 dal 22 novembre al 7 dicembre 2020.
| nº | Titolo       | Prima TV         |
| -- | ------------ | ---------------- |
| 1  | 6 mesi prima | 22 novembre 2020 |
| 2  | Ortisei      | 22 novembre 2020 |
| 3  | Aprile       | 23 novembre 2020 |
| 4  | Gaeta        | 23 novembre 2020 |
| 5  | Maggio       | 29 novembre 2020 |
| 6  | Udo          | 29 novembre 2020 |
| 7  | Giugno       | 30 novembre 2020 |
| 8  | Gabriele     | 30 novembre 2020 |
| 9  | Agosto       | 6 dicembre 2020  |
| 10 | Settembre    | 6 dicembre 2020  |
| 11 | Casiraghi    | 7 dicembre 2020  |
| 12 | Wilcock      | 7 dicembre 2020  |

## 6 mesi prima
Ortisei. Anna Fabbri viene interrogata in commissariato riguardo alla sua vera identità e lei decide di raccontare ciò che è successo.
Roma, 6 mesi prima. Claudio Caruana è il direttore generale del Banco San Mauro, travolto recentemente da uno scandalo finanziario di cui si sta occupando la magistratura. Durante la festa per il suo compleanno, Claudio viene informato che il suo amico e collega Riccardo Elmi sta ricevendo delle minacce; più tardi lo stesso Caruana viene avvicinato da uno sconosciuto che gli raccomanda di non parlare con gli inquirenti. Riguardo a ciò il giorno dopo a pranzo i due banchieri incontrano Cosimo Casiraghi. Tornato a casa dopo essersi congedato dalla sua amante Gloria, racconta tutto alla moglie. La mattina seguente in ufficio riceve la visita di Luigi Calasso della polizia di stato che lo informa dell'omicidio di Elmi mentre il figlio e la moglie vengono avvicinati dallo strano tizio. Poco dopo, mentre è in auto con la famiglia, un tir cerca di mandarlo fuori strada e così decide di chiedere aiuto a Casiraghi per fuggire.
In hotel dal TG si apprende che Claudio è il principale sospettato e che a casa sua è stata trovata la pistola che ha ucciso Elmi: è evidente che qualcuno sta cercando di incastrarlo. Facendo esplodere la loro barca al largo di Civitavecchia, Casiraghi vuole far credere che i Caruana siano morti.
- Ascolti: telespettatori 4 375 000 – share 16%[2].

## Ortisei
La famiglia Caruana, grazie a Casiraghi, nel giro di pochi giorni comincia una nuova vita sotto mentite spoglie a Ortisei, in Alto Adige. Sono momenti difficili per tutti, in particolare per i ragazzi, che hanno dovuto abbandonare amici e amori e non possono più contattarli.
Mentre i ragazzi iniziano a frequentare la scuola non senza problemi, Casiraghi trova un lavoro a Claudio e gli restituisce una parte del compenso per aiutarlo a ripartire sebbene lui voglia dimostrare la propria innocenza.
Nel frattempo l'ispettrice Serravalle indaga sulla presunta morte della famiglia. Silvia si fa forza, nella certezza che Claudio presto potrà dimostrare la sua innocenza, ma a smentirla c'è un video di una telecamera di sorveglianza che lo riprende all'ora del delitto: il marito però le dice di non poter essere stato a casa dell'amico a quell'ora confessando di essere stato con Gloria con cui aveva una storia.
- Ascolti: telespettatori 4 375 000 – share 16%[2].

## Aprile
Silvia, sconvolta, è scappata di casa ed è finita fuori strada con l'auto venendo fermata dalla polizia ma a salvarla dal controllo è Miriam, l'assistente di Casiraghi; deciderà di far finta di niente per i figli e si farà assumere come cameriera in un pub.
L'ispettrice Serravalle è convinta che Claudio Caruana e la sua famiglia siano vivi e che si stiano nascondendo: riesce a rintracciare e a chiedere aiuto a Mario, il ragazzo di Alessio. Quest'ultimo cambiando vita vuole anche cambiare gusti sessuali e a una festa di scuola rimorchia Giulia bloccandosi però quando la porta a letto; poco dopo da una cabina telefonica chiama Mario e gli dà appuntamento a Gaeta.
Silvia è devastata dalla scoperta che la sera del delitto Claudio si trovava con Gloria, la sua amante. Claudio vorrebbe riconquistarla, ma non sa da dove cominciare per rimettere insieme i pezzi. Una sera mentre è in studio ospite di una trasmissione televisiva, il padre di Claudio ha un malore: i due coniugi con uno stratagemma riescono a contattarlo e a rassicurarlo sulle loro condizioni. Mario avvisa l'ispettrice Serravalle dell'incontro con Alessio.
- Ascolti: telespettatori 4 758 000 – share 17,60%[3].

## Gaeta
Silvia, che sta per iniziare il suo primo giorno di lavoro, non riuscendo a dissuadere Alessio dal fuggire a Gaeta, decide di seguirlo sul bus. Ilaria, messa sotto pressione, informa il padre di quello che sta accadendo e si mettono in viaggio per raggiungerli.
A Gaeta arriva anche l'ispettrice Serravalle nella speranza che Mario la porti da Alessio. Una volta arrivati al mare però Alessio si allontana dalla madre, vede Mario sulla spiaggia ma, fiutando la fregatura, scappa incappucciato riuscendo a seminare la Serravalle e Polito, che fanno un incidente con l'auto, e si ricongiunge con la famiglia.
Alessio, dopo aver trovato riparo con i suoi in una casa che affittavano d’estate, accompagnato dal padre, va di nascosto da Mario convincendolo a cambiare versione con l'ispettrice; di conseguenza la donna fa una figuraccia con Calasso, il suo superiore, che decide di toglierle il caso. Anche grazie al rischio che i Caruana hanno appena vissuto, Silvia riesce a riavvicinarsi al marito. La donna riesce a parlare al telefono con Gloria Santini per convincerla a fornire l’alibi al marito ma questa smentisce di essere stata con lui la sera dell'omicidio di Elmi.
- Ascolti: telespettatori 4 350 000 – share 19,20%[3].

## Maggio
Silvia, nonostante le rassicurazioni del marito e di Casiraghi, è sempre più dubbiosa soprattutto dopo aver trovato una pistola in casa e dopo aver parlato con Gloria Santini e oltretutto inizia a frequentare il giovane Elio Ferrari.
Claudio chiede aiuto al vicino di casa Udo Mayer per trovare delle immagini che possano ritrarlo in compagnia della Santini la sera dell'omicidio di Elmi. Ilaria Caruana inizia a frequentare il compagno di scuola Gabriele Tomasi scontrandosi con sua sorella e venendo fermata dai Carabinieri dopo averle sparato contro con un fucile e sotto effetto di marijuana e alcol. Dopo aver litigato con il marito, Silvia va da Elio e i due fanno l'amore.
Intanto Agnese Serravalle viene messa al corrente da una dipendente del San Mauro che Caruana e la Santini erano amanti e che lei ha ricevuto dei soldi; a casa della segretaria l'ispettrice trova una foto dei due con una dedica e dall'ultima chiamata fatta dal telefono fisso risale al pub di Ortisei dove lavora la signora Caruana.
- Ascolti: telespettatori 4 484 000 – share 16,8%[4].

## Udo
Silvia torna a casa dopo la notte passata con Elio e non sa come comportarsi con il marito. La Serravalle, arrivata a Ortisei accompagnata dal figlioletto, si presenta al pub di Silvia la quale riesce ad andare via dal locale con una scusa e a farsi prelevare da Casiraghi. Grazie alle informazioni raccolte al pub, l'ispettrice trova la casa dei Caruana ma alla porta trova Casiraghi e l'assistente Miriam che si spacciano per la cameriera Anna, presunta amica di Gloria ed ecco spiegate le chiamate fatte, e suo padre mentre i Caruana sono nascosti al secondo piano riuscendo a passarla liscia.
L'ispettrice, nonostante anche un'interruzione di Udo, il quale viene però allontanato per telefono da Caruana, sembra credere alla loro spiegazione e se ne va.
Calasso è furioso con la Serravalle perché ha continuato a indagare di nascosto senza avere qualcosa di concreto per le mani. Udo darà di matto per non aver potuto parlare con Caruana, che si è allontanato da casa, bensì con Silvia e distrugge il PC con le immagini delle telecamere che ritraggono Claudio con Gloria la sera dell'omicidio.
Silvia, con l'aiuto di Elio, ritrova il marito nel fiume mentre sta per suicidarsi per il peso che sta portando e lo informa della scoperta fatta dal vicino di casa; i due alla fine si abbracciano e lei capisce di aver sbagliato a tradirlo mentre Ferrari decide di andarsene. Poco dopo a casa il ragazzo toscano nell'etichetta della giacca della sua amante legge il suo vero nome: Silvia Caruana.
- Ascolti: telespettatori 4 168 000 – share 19,6%[4].

## Giugno
Alessio davanti alla porta di casa trova una lettera anonima con scritto: So chi siete! Se non volete che vi denunci alla polizia dovete consegnarmi 100 mila euro. Li voglio tutti insieme. Vi dirò presto come e dove. I Caruana chiedono immediatamente aiuto a Casiraghi che escogita un piano.
Inizialmente Silvia pensa che dietro al ricatto ci sia Elio dato che a casa sua nella cronologia del suo PC trova una ricerca sulla sua famiglia ma il ragazzo la tranquillizza dicendo che aveva capito chi fosse e che era curioso di sapere da cosa stesse scappando. Mentre i due si baciano ancora passa in moto Ilaria. Alla sera a casa Alessio sbugiarda la madre e i genitori litigano duramente. Poco dopo notano un'ombra in giardino e vedono Udo davanti a casa: Claudio esce e trova uno zaino al cui interno c’è un’altra lettera con scritto di lasciare lo zaino con i soldi al rifugio della funicolare. Lo stratagemma di Casiraghi però non va a buon fine mentre Alessio, informato da Giulia sui precedenti di violenza domestica di Elio e sui suoi debiti, lo attacca davanti alla madre prendendo però un granchio. Robert Mayer se la prende con Claudio per come è andata con Udo.
Ilaria capisce che a ricattarli è Gabriele che ha letto un suo tema sul padre e lo affronta in un capanno nel bosco: la ragazza sembra avere la peggio nella colluttazione ma riesce a colpirlo con un sasso e a legarlo. 
La Serravalle intanto viene sospesa dalla commissione disciplinare per 4 mesi per abbandono di servizio.
- Ascolti: telespettatori 4 848 000 – share 18,2%[5].

## Gabriele
Claudio affronta Gabriele nel capanno per farsi consegnare il tema che lui però rifiuta di dargli. Ilaria trova poi comunque il testo a casa del ragazzo con una scusa. Interviene anche Casiraghi per fare pressione su Gabriele ma Claudio non ci sta e discute con lui dopo aver allentato la catena al ragazzo il quale riesce poi a liberarsi e a scappare nel bosco.
Durante l'inseguimento promette a Claudio che pagherà tutto e che finirà in carcere, ma mentre prosegue la corsa viene travolto da un camion morendo in ospedale. Claudio rimane scosso parecchio da questa vicenda e non sembra darsi pace.
Polito intanto si mette alla ricerca di Gloria Santini per la gioia della Serravalle trovandola tra i cadaveri non identificati.
- Ascolti: telespettatori 4 520 000 – share 20,4%[5].

## Agosto
Durante il processo al Banco San Mauro tutto il consiglio di amministrazione punta il dito contro Caruana per una presunta maxi-tangente. Lorenzo (la nuova identità di Alessio), nonostante l'iniziale contrarietà del padre, vuole andare in un conservatorio a Salisburgo e inizia a lavorare come porta pizze per farsi dei soldi.
Dopo aver rifiutato di esibirsi in pubblico sul lago per il timore di essere riconosciuto, il padre gli trova un alloggio a Salisburgo. Ilaria invece, dopo aver pensato di togliersi la vita, fa pace con la sorella di Gabriele. La Serravalle e Polito intanto hanno intuito che Caruana non ha ucciso Elmi, che è stato incastrato e che la Santini è stata uccisa perché gli avrebbe fornito l'alibi; nel frattempo viene approvato il piano di salvataggio per il San Mauro e l'amministratore delegato Wilcock durante un'intervista scarica le colpe su Caruana.
- Ascolti: telespettatori 4 531 000 – share 16,8%[6].

## Settembre
Claudio litiga con la moglie quando le confessa di aver pagato l'alloggio a Salisburgo con i soldi della tangente, recuperati con l'aiuto di Casiraghi. Silvia va via di casa con la figlia e trova ospitalità da Elio mentre Claudio disperato, dopo aver tentato di dissuaderla venendo cacciato da lei dalla villa dell'uomo, dice a Casiraghi che vuole costituirsi e trova ospitalità dal padre una volta arrivato a Roma.
Nel frattempo Silvia e i figli si sono ricongiunti a Salisburgo ma una sera i due ragazzi vengono rapiti. La mattina seguente Claudio sta per entrare al commissariato quando viene allertato da Silvia e così decide di tornare a Ortisei. Chiamando Casiraghi al cellulare l'ex banchiere capisce che lui è coinvolto nel rapimento.
- Ascolti: telespettatori 4 322 000 – share 18,8%[6].

## Casiraghi
Casiraghi incontra Caruana, lo benda, lo porta in una casa di montagna e lo costringe a chiamare Silvia per tranquillizzarla. L'ex agente segreto mostra di sapere tutto su di lui anche che ha "ritoccato" il suo parere sull'acquisizione di Tribanca e dei ricatti di Wilcock, gli dice che per colpa sua ha perso il figlio, il quale si è suicidato per aver investito in azioni del San Mauro, e gli spiega di come ha convinto la Santini a incastrarlo e di come ha ucciso lei e Elmi.
Dopo una colluttazione tra i due, Casiraghi gli fa vedere i figli e gli dirà che verranno risparmiati solo se ucciderà Wilcock, nel frattempo prosciolto da tutte le accuse, per poi suicidarsi proprio come ha fatto suo figlio. Intanto Silvia è tornata a Ortisei ma a casa viene prelevata da una volante della polizia venendo interrogata in commissariato; la Serravalle dalle telecamere davanti a casa di Elmi riconosce Miriam, moglie di Riccardo Di Maio, ovvero il figlio di Casiraghi.
Polito e Calasso arrivano a Bolzano e, quando riferiscono a Silvia che Miriam era davanti a casa di Elmi, la donna scoppia a piangere dicendo che lei e Casiraghi hanno rapito i suoi figli.
- Ascolti: telespettatori 4 998 000 – share 18,2%[7].

## Wilcock
In un video registrato da Casiraghi, Caruana si autodenuncia, ammettendo di aver avallato l'operazione che ha portato al fallimento del San Mauro e incolpando anche Wilcock; poco dopo parte per Roma come guardia giurata con il furgone della ditta portavalori per cui sta lavorando. Silvia chiama Miriam e riesce a parlare coi figli; la polizia circonda poi la casa della donna. La Serravalle scopre che il portavalori è in arrivo al San Mauro e si precipita sul posto. Caruana entra nella banca, manda un messaggio vocale di addio a Silvia e raggiunge Wilcock. Silvia viene fatta entrare nella casa per ricongiungersi con i figli ma Miriam a sorpresa decide di spararsi un colpo in testa anziché ucciderli. Negli stessi istanti la Serravalle all'interno del San Mauro nota Caruana mentre sta seguendo Wilcock al bagno e interviene dissuadendolo facendogli sentire i figli al telefono. Casiraghi, appostato fuori dalla banca, chiama Miriam per darle l’ordine di ammazzare i figli del banchiere ma sentendo la risposta di Calasso entra nell'edificio per completare l'opera sparando a diverse guardie, all'ispettrice e anche a Caruana che è uscito allo scoperto per fermare il folle ma proprio in quel momento la Serravalle si rialza riuscendo ad ucciderlo.
Claudio è in ospedale che lotta tra la vita e la morte mentre la moglie e la Serravalle stanno aspettando notizie fuori dalla stanza ed entrano in confidenza.
L'ispettrice viene riaccolta tra gli applausi al commissariato. Al processo Wilcock viene condannato a 9 anni per bancarotta e truffa ai danni dello Stato mentre Caruana ne prende solo 4. Nel corso dei quattro anni Alessio corona il suo sogno di diventare un pianista e finalmente può vivere il suo amore con il suo amato Mario, Ilaria si fa tatuare il nome Matilde sul collo e Silvia lavora in un maneggio. Dopo aver scontato la condanna, Claudio esce dal carcere dove inizialmente non trova nessuno ad attenderlo, sconsolato e rassegnato si incammina verso un parco situato difronte al carcere dove troverà proprio la moglie che, dopotutto, non ha mai smesso di amarlo .
- Ascolti: telespettatori 4 759 000 – share 19,6%[7].